# 张存仁
张存仁（？—1652年），字完真，清朝初年遼東廣寧人。

## 生平
张存仁本来是明朝宁远副将，守大凌河城。崇祯四年（1631年），投降皇太极军。后来隶属于汉军镶蓝旗，官至都察院承政，多次上书议论军国政事。顺治元年（1644年），从清军入关，历任浙江总督、闽浙总督，兵部尚书兼右副都御史。直隶、山东、河南总督兼领海防。进封一等精奇尼哈番兼拖沙喇哈番（云骑尉）世职。先后率军征讨山西、下江南，击破明朝鲁王朱以海部属，擒杀马士英。上书建议清朝朝廷从速开科取士，减免赋税以安民心。顺治九年去世，谥号忠勤。

## 延伸阅读
[在维基数据编辑]
 《清史稿/卷237》，出自趙爾巽《清史稿》